# Mable Fergerson
Mable Fergerson, później Winn (ur. 18 stycznia 1955 w Los Angeles) – amerykańska lekkoatletka specjalizująca się w biegach sprinterskich, uczestniczka letnich igrzysk olimpijskich w Monachium (1972), srebrna medalistka olimpijska w biegu sztafetowym 4 × 400 metrów.

## Sukcesy sportowe
- trzykrotna mistrzyni Stanów Zjednoczonych: w biegu na 200 metrów (1973) oraz dwukrotnie w biegu na 400 metrów (1971, 1973)[1]

| Rok  | Miasto    | Zawody               | Konkurencja                      | Wynik                    |
| ---- | --------- | -------------------- | -------------------------------- | ------------------------ |
| 1972 | Monachium | Igrzyska olimpijskie | sztafeta 4 × 400 m bieg na 400 m | srebrny medal 5. miejsce |

## Rekordy życiowe
- bieg na 100 metrów – 11,5 (1971)
- bieg na 200 metrów – 23,3 (1973)
- bieg na 400 metrów – 51,91 (1972)